# Shanti Pereira
Shanti Veronica Pereira (* 20. September 1996 in Singapur) ist eine singapurische Leichtathletin, die sich auf den Sprint spezialisiert hat. 2023 wurde sie Asienmeisterin im 100- und 200-Meter-Lauf und siegte über 200 Meter bei den Asienspielen. Zudem gewann sie zahlreiche Medaillen bei den Südostasienspielen und zählt damit zu den erfolgreichsten Leichtathletinnen ihres Landes.

## Sportliche Laufbahn
Erstmals trat Shanti Pereira bei den Juniorenasienmeisterschaften 2012 in Colombo international in Erscheinung. Dort belegte sie in 12,21 s den fünften Platz über 100 Meter und gewann in 25,09 s die Bronzemedaille im 200-Meter-Lauf. Bereits zuvor nahm sie an den Hallenasienmeisterschaften in Hangzhou teil und erreichte dort im 60-Meter-Lauf das Halbfinale, ging dort aber nicht mehr an den Start. 2013 nahm sie an den Jugendweltmeisterschaften in Donezk teil und gelangte dort über 100 und 200 Meter in das Halbfinale, in dem sie mit 11,96 s bzw. 24,76 s ausschied. Anschließend erreichte sie bei den Südostasienspielen in Naypyidaw in 11,99 s den vierten Platz im 100-Meter-Lauf, wie auch über 200 Meter in 24,16 s und mit der singapurischen 4-mal-400-Meter-Staffel in 3:44,80 min. Bei den Hallenasienmeisterschaften 2014 in Hangzhou belegte sie mit neuem Landesrekord von 7,61 s den siebten Platz über 60 Meter. Anschließend gewann sie bei den Juniorenasienmeisterschaften in Taipeh in 23,99 s die Silbermedaille über 200 Meter, in 11,79 s Bronze über 100 Meter und belegte mit der singapurischen 4-mal-100-Meter-Staffel in 46,78 s den fünften Platz. Damit qualifizierte sie sich für die Juniorenweltmeisterschaften in Eugene, bei denen sie über 200 Meter das Halbfinale erreichte. Auch bei den anschließenden Commonwealth Games in Glasgow schied sie mit 24,29 s im Halbfinale über 200 Meter aus und scheiterte mit der 4-mal-100-Meter-Staffel mit 46,84 s in der Vorrunde. Daraufhin nahm sie erstmals an den Asienspielen im südkoreanischen Incheon teil und schied dort über 100 Meter mit 12,02 s in der ersten Runde aus und belegte in der 4-mal-400-Meter-Staffel in 3:49,97 min den achten Platz.
2015 siegte sie bei den Südostasienspielen in Singapur in 23,60 s über 200 Meter und gewann im 100-Meter-Lauf in 11,88 s die Bronzemedaille hinter der Philippinerin Kayla Anise Richardson und Tassaporn Wannakit aus Thailand. Zudem belegte sie mit der 4-mal-100- und 4-mal-400-Meter-Staffel jeweils den vierten Platz. Bei den Weltmeisterschaften in Peking schied sie über 200 Meter mit 24,22 s bereits im Vorlauf aus. Zwei Jahre später belegte sie bei den Asienmeisterschaften in Bhubaneswar in 23,80 s Platz siebten über 200 Meter und mit der singapurischen 4-mal-100-Meter-Staffel erreichte sie in 45,97 s ebenfalls diesen Rang. Bei den Südostasienspielen in Kuala Lumpur gewann sie in 11,76 s die Bronzemedaille über 100 Meter hinter der Vietnamesin Lê Tú Chinh und Zaidatul Husniah Zulkifli aus Malaysia. Auch über 200 Meter gewann sie hinter diesen beiden Athletinnen in 23,68 s die Bronzemedaille und erreichte in beiden Staffelbewerben den vierten Platz, wobei sie mit der 4-mal-100-Meter-Staffel mit 44,96 s einen neuen Landesrekord aufstellte. 2018 nahm sie erneut an den Asienspielen in Jakarta teil und schied dort mit der Staffel und über 100 Meter in der ersten Runde aus, während sie über 200 Meter mit 24,33 s im Halbfinale ausschied. Im Jahr darauf erreichte sie bei den Asienmeisterschaften in Doha das Halbfinale über 100 Meter, schied über 200 Meter in der ersten Runde aus und belegte mit der Staffel in 45,78 s Rang sieben. Im Juli erreichte sie bei der Sommer-Universiade in Neapel das Halbfinale über 100 Meter, in dem sie mit 11,73 s ausschied. Ende September schied sie bei den Weltmeisterschaften in Doha mit 24,00 s in der ersten Runde aus. Im Dezember gewann sie dann bei den Südostasienspielen in Capas in 11,66 s die Bronzemedaille über 100 Meter hinter der Vietnamesin Lê und Kristina Knott von den Philippinen und auch über 200 Meter gewann sie hinter diesen beiden in 23,77 s Bronze. Zudem erreichte sie mit der 4-mal-100-Meter-Staffel in 45,37 s den sechsten Platz. 2021 nahm sie über 200 Meter an den Olympischen Spielen in Tokio teil und schied dort mit Saisonbestleistung von 23,96 s in der ersten Runde aus.
2022 siegte sie mit neuem Landesrekord von 23,52 s über 200 Meter bei den Südostasienspielen in Hanoi und sicherte sich in 11,62 s die Silbermedaille über 100 Meter hinter Kayla Anise Richardson von den Philippinen. Im Juli schied sie bei den Weltmeisterschaften in Eugene mit 23,53 s in der ersten Runde über 200 Meter aus und anschließend erreichte sie bei den Commonwealth Games in Birmingham jeweils das Halbfinale über 100 und 200 Meter und schied dort mit 11,57 s und 23,46 s aus. Zudem verpasste sie mit der 4-mal-100-Meter-Staffel mit 45,58 s den Finaleinzug. Im Jahr darauf verbesserte sie mehrfach ihre Landesrekorde über 100 und 200 Meter und siegte im Mai in 11,41 s bzw. in 22,69 s über 100 und 200 Meter bei den Südostasienspielen in Phnom Penh und stellte damit über 200 Meter einen neuen Spielerekord auf. Im Juli siegte sie mit neuem Landesrekord von 11,20 s über 100 Meter bei den Asienmeisterschaften in Bangkok und gelangte mit der Staffel mit 45,60 s auf Rang sechs. Zudem siegte sie auch über 200 Meter und stellte dort mit 22,70 s einen neuen Landesrekord auf. Anschließend schied sie bei den Weltmeisterschaften in Budapest mit 11,33 s in der ersten Runde über 100 Meter aus. Über 200 Meter erreichte sie mit neuem Landesrekord von 22,57 s das Halbfinale und schied dort mit 22,79 s aus. Ende September gewann sie bei den Asienspielen in Hangzhou in 11,27 s die Silbermedaille über 100 Meter hinter der Chinesin Ge Manqi und siegte in 23,03 s über 200 Meter. Zudem belegte sie mit der Staffel in 45,34 s den fünften Platz. 2024 schied sie bei den Olympischen Sommerspielen in Paris mit 11,63 s im Vorlauf über 100 Meter aus und schied über 200 Meter mit 23,45 s in der Hoffnungsrunde aus. Zudem war sie Fahnenträgerin Singapurs während der Abschlussveranstaltung der Spiele.
2025 gewann sie bei den Asienmeisterschaften in Gumi in 11,41 s die Silbermedaille über 100 Meter hinter der Chinesin Liang Xiaojing und musste sich über 200 Meter in 22,98 s nur der Chinesin Chen Yujie geschlagen geben. Zudem belegte sie mit der 4-mal-100-Meter-Staffel in 44,66 s den fünften Platz.
In den Jahren 2022 und 2025 wurde Pereira singapurische Meisterin im 100-Meter-Lauf sowie 2025 auch über 200 Meter und in der 4-mal-100-Meter-Staffel.

## Persönliche Bestleistungen
- 100 Meter: 11,20 s (0,0 m/s), 14. Juli 2023 in Bangkok (singapurischer Rekord)
  - 60 Meter (Halle): 7,61 s, 15. Februar 2014 in Hangzhou (singapurischer Rekord)
- 200 Meter: 22,57 s (−0,4 m/s), 23. August 2023 in Budapest (singapurischer Rekord)
- 400 Meter: 53,67 s, 30. März 2024 in Gainesville (singapurischer Rekord)